# Abbots Leigh
Abbots Leigh är en ort och civil parish i Storbritannien.   Den ligger i kommunen North Somerset och riksdelen England, i den södra delen av landet, 180 km väster om huvudstaden London. Antalet invånare är 799.